# Dioscorea tacanensis
Dioscorea tacanensis là một loài thực vật có hoa trong họ Dioscoreaceae. Loài này được Lundell mô tả khoa học đầu tiên năm 1939.